# 北海道どうぶつ・医療専門学校

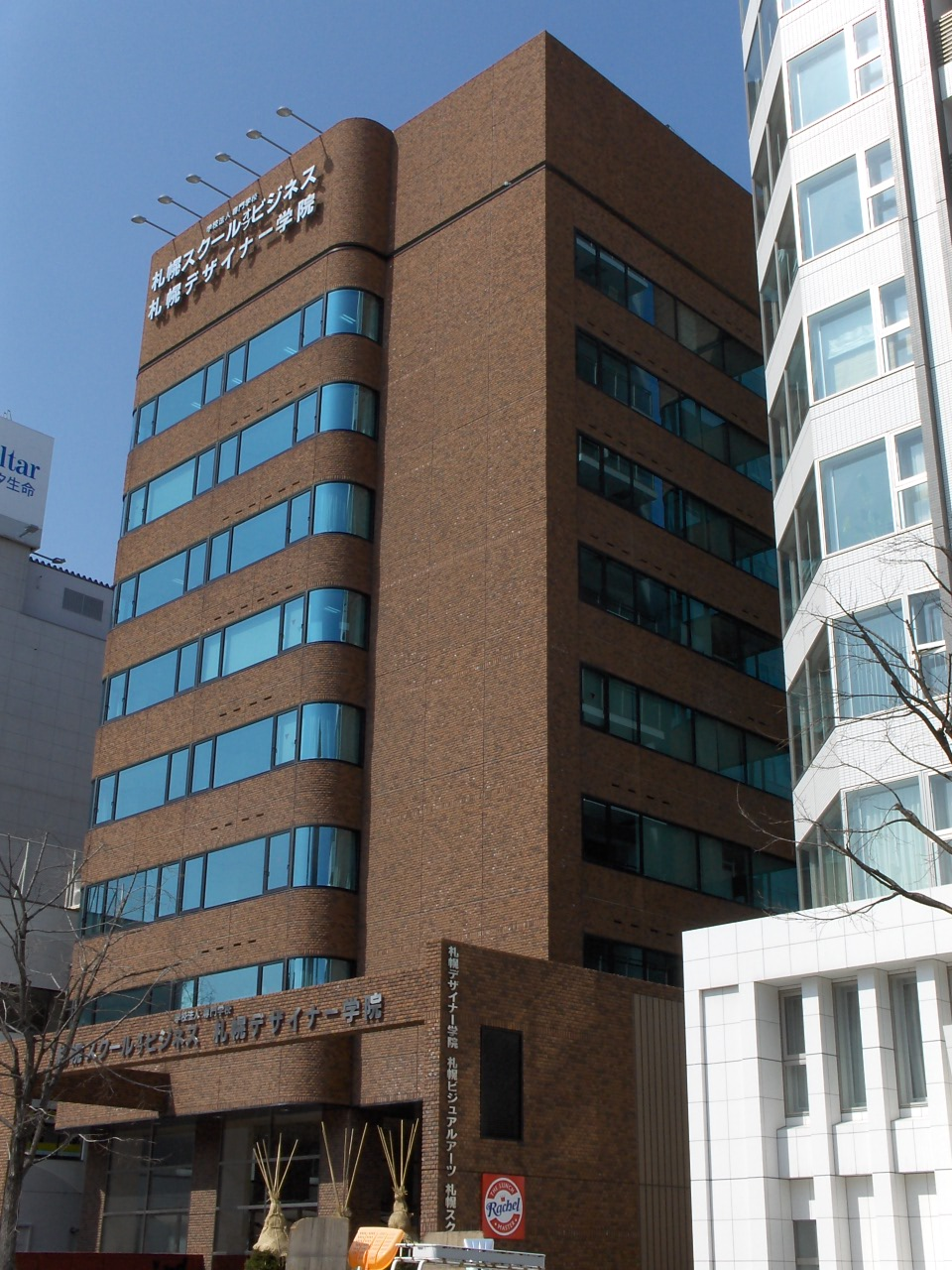
専門学校札幌スクールオブビジネス

北海道どうぶつ・医療専門学校とは、北海道札幌市中央区大通西9-3-12北緯43度3分36秒 東経141度20分36秒 / 北緯43.06000度 東経141.34333度にある専門学校。経営主体は学校法人北海道安達学園。

## 概要
北海道知事法人認可校。
札幌市内では最も歴史のあるどうぶつ系の専門学校。大通公園に面した校舎には、トリミングサロン、ペットショップ、動物病院など実践的な実習施設・設備・機器が設けられている。
他にも屋外ドッグラン、ドッグスポーツ用実習室、200名収容可能な視聴覚大教室、学生食堂、通学用駐輪場がある。
姉妹校に専門学校札幌デザイナー学院、専門学校札幌ビジュアルアーツ、札幌マンガ・アニメ&声優専門学校、札幌観光ブライダル・製菓専門学校がある。

## 沿革
- 1990年4月 - 専門学校札幌スクールオブビジネスとして開校。
- 1995年1月 - 文部省より「専門士」称号付与の認定を受ける。
- 2002年3月 - スポーツジム、動物看護実習室、アジリティールームなどを備えた実習棟が竣工。
- 2004年9月 - 建物屋上にフットサルコートを設置。北海道の専門学校としては初の試みとなった。
- 2007年4月 - 新校舎完成。
- 2012年 - 札幌観光ブライダル・製菓専門学校を分離
- 2014年3月 - 文部科学大臣より「職業実践専門課程」に認定される。
- 2016年4月 - 新しい施設、ペットショップ実習室、動物病院実習室が完成。
- 2017年4月 - 北海道どうぶつ・医療専門学校へ校名変更。ペットマスター学科新設。
- 2017年7月 - 本格的な実習室トリミングサロンが完成。

## 設置学科
- 愛玩動物看護学科
- ペット学科　トリマー専攻
- ペット学科　総合ペット専攻